# Groma

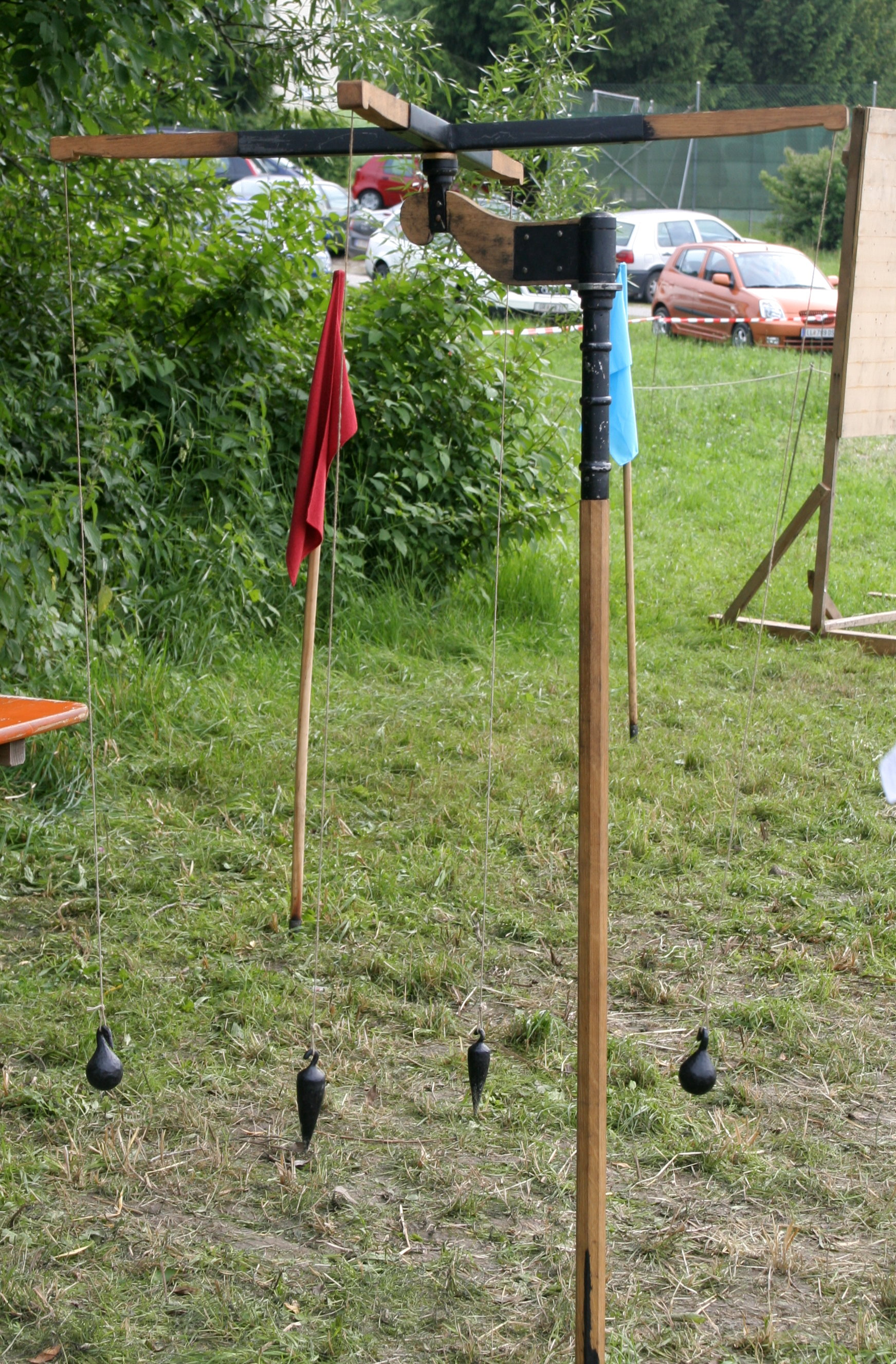
Groma

Groma byla geodetická pomůcka, používaná ve Starověkém Římě k vytyčování pravých úhlů. Gromu tvořil pravoúhlý kříž se čtyřmi nebo pěti závažími zavěšenými na konci jeho ramen, případně ještě v jejich průsečíku.
Groma se umístila nad vrchol pravého úhlu (např. nad roh pravoúhlé stavby) a cílením přes vlákna připevněná na konci ramen byl takto vytyčen pravý úhel. Protože Groma byla jedinou úhloměrnou pomůckou, kterou měli Římané prakticky k dispozici, řešili pomocí pravých úhlů i složité vytyčovací úlohy, např. při stavbě kruhových či eliptických amfiteátrů nebo ražení tunelů.